# Nineta Avramović Lončar
Nineta Avramović Lončar (Beograd, 4. februar, 1967) srpska je kompozitorka i pedagog.

## Biografija
Studije je završila na Akademiji umetnosti u Novom Sadu u klasi Rudolfa Bručija. Pisala je muziku raznih žanrova, od pozorišne i kamerne muzike do velikih orkestarskih dela, ali je sarađivala i sa mnogim autorima iz sfere likovne i konceptualne umetnosti. Takođe, učestvovala je u više muzičkih ansambala uključujući i New Art Forum.

### New Art Forum
Nineta Avramović je bila jedan od osnivača i umetnički direktor ansambla New Art Forum. Ansambl je osnovan 1994. godine sa ciljem da promoviše novu muziku i savremene kompozitore. Izvodio je muziku različitih stilova, od savremene i teatarske muzike do jazz-a i improvizacije. Na koncertnom repertoaru ovog sastava bila su dela autora mlađe generacije. Sa ovim ansamblom nastupala je u svim većim gradovima Jugoslavije, a imala je zapažene koncerte i na festivalima NOMUS i RING-RING. Sa ovim ansamblom, Nineta Avramović je 1998. osvojila stipendiju na muzičkom festivalu Alštad Herbst u Diseldorfu.

## Najznačajnija dela
- Pesme, za bariton i klavir (1986);
- Kosmogonia, za obou i klavir (1986);
- Gudački kvartet (1988);
- Metamorfoze, za veliki orkestar (1990);
- Povod, za dve flaute (1990);
- Upsara Dances (1995);
- Komad za violinu i klavir (1996);
- 1000 Miles (1998);
- Pesme bez reči, za flautu i harmoniku (2001);
- Zečja opera (2010) itd.